# Гіпнопедія
Гіпнопедія — метод навчання, заснований на припущенні, що на ранніх стадіях сну людський мозок здатен отримувати та зберігати словесну інформацію, яка, в свою чергу, може допомогти в навчанні. Тому нічні «уроки» проводяться в період засипання або пробудження, тобто в періоди «неглибокого» сну .

## Етимологія
Гіпнопедія (гр. Hπνος Hýpnos — уособлення сну + ст.гр. παιδεία, paideía — " освіта ") — це навчання через сон . На думку Збігнева Опачевського, слово «гіпнопедія» означає зберігання та запис інформації уві сні .

## Історія
Гіпнопедія була широко поширена під час холодної війни, її використовували спецслужби США, СРСР та Японії до 1960 року. У 1965 році в Парижі відбувся конгрес, присвячений гіпнопедії, в якій брала участь проф. Марія Шульц, тут відбувалися обговорення та визначення термінології у цій галузі. У 1967 році був проведений експеримент вивчення англійської мови за допомогою гіпнопедії в Офіцерському Коледжі, де група вчителів англійської мови на чолі з Антоні Прейбіш навчали курсантів . У 1984 році проф. Райнер Дітерих з факультету психології університету Бундесвера, що в Гамбурзі, першим у Німеччині провів гіпнопедичний експеримент, який підтвердив ефективність гіпнопедичної науки. Експеримент полягав у вивченні французької мови. У 1998 р. Проф. д-р Яцек Ізидор Фісяк з Інституту англійської філології університету ім. Адама Міцкевича у Познані першим у Польщі провів дослідження ефективності гіпнопедії.

## Сьогодення
У педагогіці гіпнопедія — це окреме дослідницька сфера, що займається впливом психопедагогічної сугестії на виховання людини в зміненому стані свідомості. Педогоги, що працюють в сфері гіпнопедії, можуть використовувати записані заздалегідь аудіозаписи (записаний в аналоговому чи цифровому форматі в аудіофайлі), яку відтворюють під час гіпнопедичного сеансу.
У гіпнології гіпнопедія має справу з навчанням, яке полягає у передачі людині інформації за допомогою акустичних хвиль, не викликаючи чітких слухових образів. Ультразвукові сигнали у вигляді акустичних хвиль, що впливають на центральну нервову систему людини, є значним проривом у сурдопедагогіці .

## Критика
Ефективність гіпнопедії є причиною багатьох дискусій науковців. Особливо спричиняє суперечки вплив такої практики на психіку.